# Алиев, Илья Олегович
Илья́ Оле́гович Али́ев (бел. Ілья Алегавіч Аліеў; род. 20 мая 1991, Зельва, Гродненская область) — белорусский футболист, полузащитник клуба «Чайка».

## Карьера
Воспитанник гродненского «Немана». В 2010 сыграл два матча за клуб в рамках Высшей Лиги. В апреле 2011 года проходил просмотр в гродненском «Белкарде». Вскоре подписал контракт с клубом. Дебютировал за клуб 23 апреля 2011 года в матче против «Барановичей» (2:0). Дебютный гол за клуб забил уже в следующем матче 30 апреля 2011 года против «Сморгони». Вторую половину сезона провёл в «Немане» из города Мосты, который выступал во Второй Лиге. В 2012—2013 годах выступал за клуб «Слоним-Сити».
В период 2015—2017 годов играл в мини-футбольном клубе «Энергия» (Зельва). В сезоне 2015/2016 вместе с командой стал чемпионом Гродненской области, сыграв в десяти матчах и забив 23 гола. В сезоне 2016/2017 сыграл семь матчей, в которых отличился 11 раз.
В 2018 году играл в зельвенской «Чайке» в чемпионате Гродненской области. В 2019 году стал выступать в румынском клубе «Глория» из Третьей Лиги. В апреле 2022 года вновь присоединился к «Чайке».